# Courcerac
Courcerac là một xã trong tỉnh Charente-Maritime trong vùng Nouvelle-Aquitaine, tây nam nước Pháp. Xã Courcerac nằm ở khu vực có độ cao trung bình 18 mét trên mực nước biển.